# Ruine Tössegg
Die Ruine Tössegg, auch Tösseggburg genannt, ist die Ruine einer Höhenburg auf einem Geländesporn nordwestlich oberhalb von Turbenthal im Kanton Zürich. Sie gehört zum Gelände eines landwirtschaftlichen Betriebes. Benannt ist sie nach dem Fluss Töss, der im Norden unterhalb der Burg vorbeifliesst. Die Ruine eines Turmes und zwei Halsgräben sind im Gelände erkennbar.

## Geschichte
Die kleine Burg wurde wahrscheinlich in den ersten Jahrzehnten des 13. Jahrhunderts gebaut. Im 13. Jahrhundert war die Burg der Sitz der Meier von Turbenthal. 1266 werden sie erwähnt. Ab 1363 bis 1410 war die Burg im Besitz der Herren von Wildberg.
Die Tössegger Burg gehörte zu den vier Burgen der so genannten «Edlen von Wildberg». Im Dorf Wildberg nannte sich ein Familienzweig «von Tössegg».
Als die Stammburg der Wildberger im gleichnamigen Dorf abbrannte, kauften sie von Verwandten im Tösstal die Burg Tössegg.
Heute im Privatbesitz diente sie zur Zeit des Fabrikbaus im Tösstal offenbar als Steinbruch; der Burggraben wurde später aus landwirtschaftlichen Gründen zugeschüttet.